# 安徽徽州历史博物馆
安徽徽州历史博物馆，前身为歙县博物馆位于中国安徽省黄山市歙县徽州古城核心地带，建筑布局有藏品库区、陈列展区、技术管理区、文物研究区和观众服务设施等，总建筑面积为11493平方米，其中陈列展厅面积4200平方米。

## 历史
1958年2月开始筹建，1961年并入县文化馆，文化大革命结束后该馆成立于1978年4月，现占地面积10030平方米，建筑面积3330平方米，展览面积约1800平方米，馆藏文物约3万件，设有明代“馀清斋”、“清鉴堂”石刻法帖陈列和新安画派书画作品、古砚精品陈列两个基本陈列。馆址中的新安碑园为一座典型的徽州园林式建筑群，依山而筑，“馀清斋”、“清鉴堂”石刻法帖即陈列于此，现存原碑共170余面，包括从晋到明30多位名家作品，有王羲之、王献之、颜真卿、虞世南、怀素、米芾、赵孟頫、董其昌等名人手迹。余清斋主人吴廷（字江村）为明代西溪南村大收藏家。
2018年9月18日升级为国家二级博物馆。

## 营业时间
现状除文物展厅每周三休整闭馆外，该馆其他部分常年对外开放，每天开放时间8：30-17：00。

## 馆藏文物
馆藏文物包括付法因缘经。

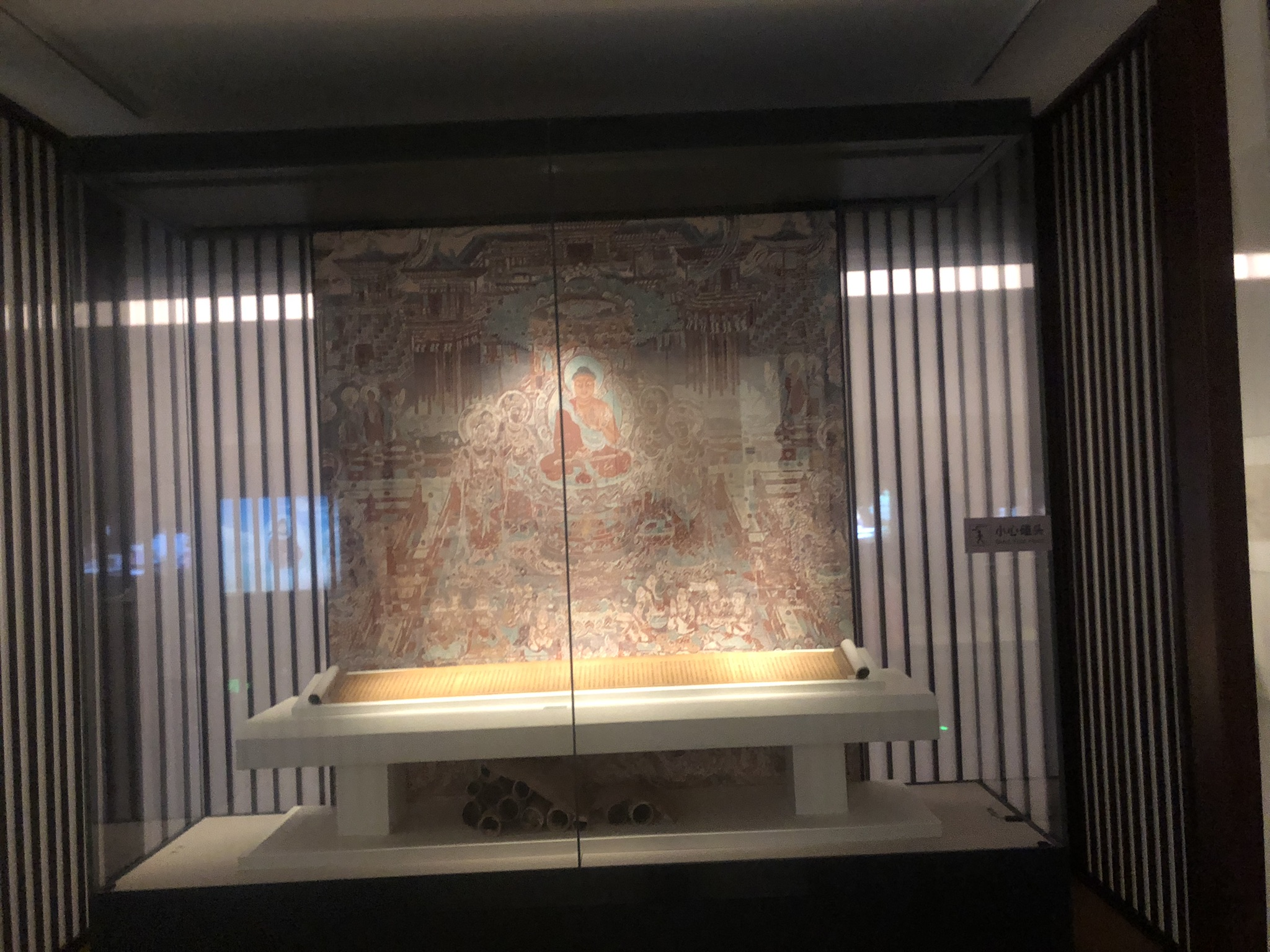
付法因缘经